# محسن بنغار
محسن بنغار (6 يوليو 1979 بأصفهان في إيران - ) هو لاعب كرة قدم إيراني في مركزي قلب الدفاع والدفاع. شارك مع منتخب إيران لكرة القدم. أما مع النوادي، فقد لعب مع نادي برسبوليس ونادي سباهان أصفهان ونادي شموشك نوشهر ونادي نساجي مازندران.

## وصلات خارجية
- محسن بنغار على موقع الاتحاد الدولي (مؤرشف)  (الإنجليزية)
- محسن بنغار على موقع قاعدة بيانات كرة القدم.إي يو (الإنجليزية)
- محسن بنغار على موقع ناشيونال فوتبول تيمز (الإنجليزية)
- محسن بنغار على موقع Soccerway.com (الإنجليزية)